# Hyperlais squamosa
Hyperlais squamosa là một loài bướm đêm trong họ Crambidae.